# 荻野山中陣屋

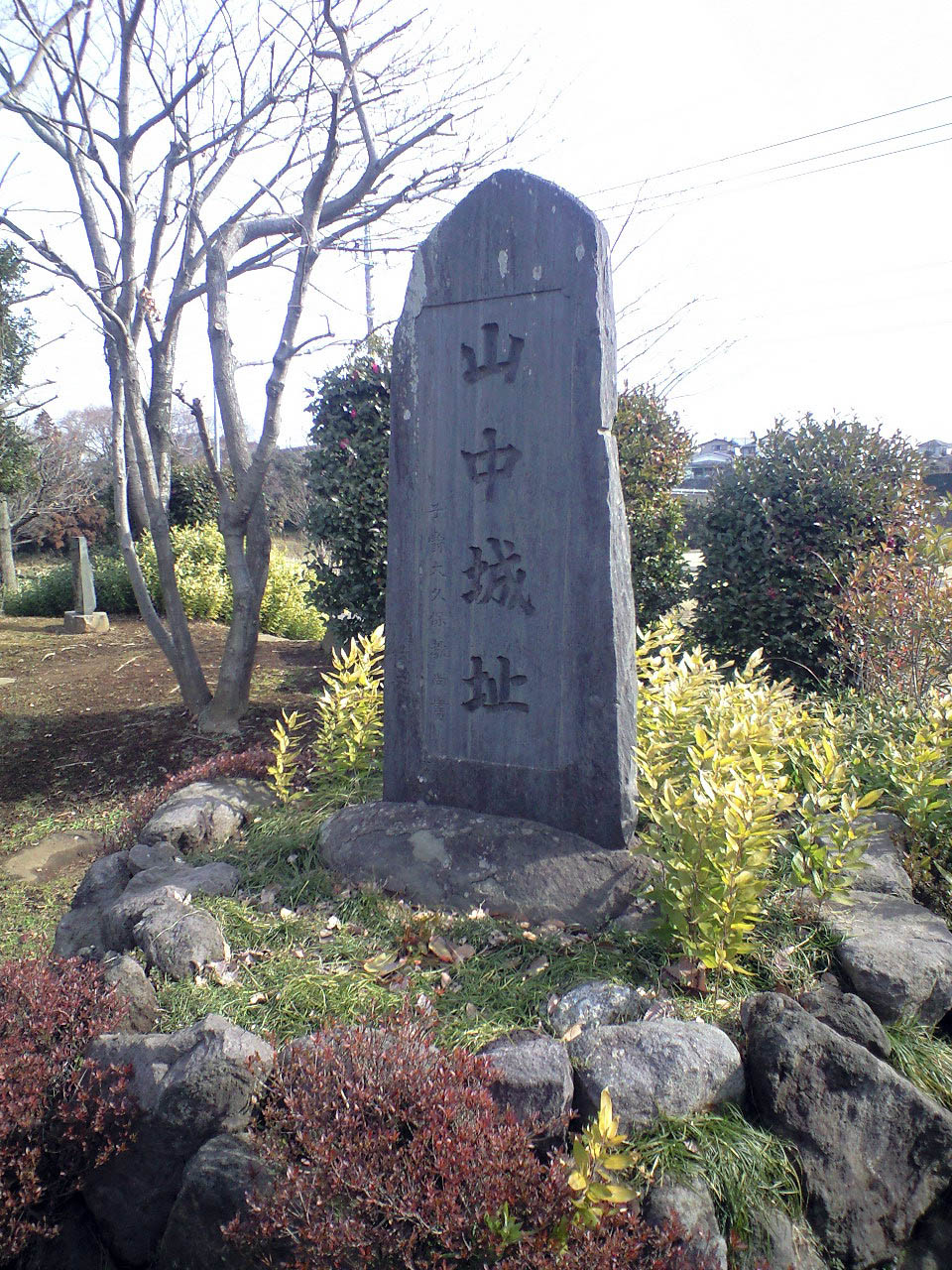
「山中城址」碑

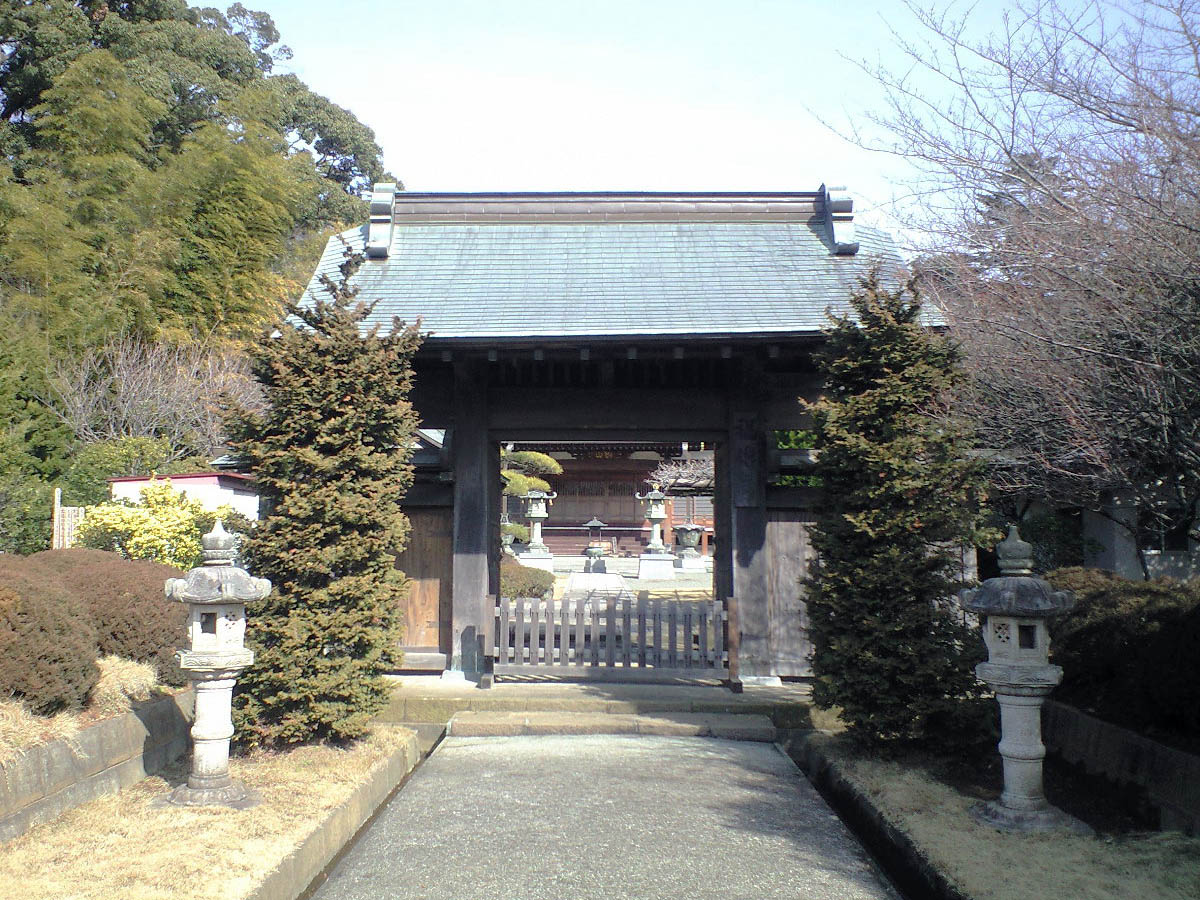
福伝寺山門（陣屋裏門と伝えられる）

荻野山中陣屋（おぎのやまなかじんや）は、神奈川県厚木市下荻野（相模国愛甲郡中荻野村）にあった陣屋。荻野山中藩の藩庁である。

## 概要
小田原藩第5代藩主大久保忠朝の次男教寛は、相模国内に6千石分封され、分家となった。
その後、駿河国駿東郡5千石の加増を受け、1万1千石になり諸侯に列した。この頃、陣屋は駿河国駿東郡松長村（現在の静岡県沼津市）の松長藩内に置いていた。
荻野山中藩となったのは5代教翅のときで、陣屋を移したのは天明3年（1783年）である。陣屋を移したのは、参勤交代の費用を抑える狙いもあったとみられている。
陣屋の敷地は約2万平方メートルに及んだ。北部から南部に延びる低い台地にかまえた。三方を土塁に囲まれている。敷地の中心に御殿を配し、稲荷社が鬼門の方角に配された。西側には馬場などがあったが、後述の焼き討ちで焼失してしまった。
慶応3年（1867年）秋頃から冬にかけ、関東では勤王のためと称し薩摩藩士ら中心による集団強盗が横行、愛甲地区も被害が多数出ていた 12月15日、江戸薩摩藩邸に集まった鯉渕四郎ら薩摩藩士中心の倒幕派浪士隊は、山中藩主が甲府城勤番のため留守であった山中陣屋を夜襲、焼き討ちした。その際即死3人、深手を負った2名の内当代官が3日後死去、さらに12月16日早朝、集団は厚木川入村の佐野家へ押し入り金品を強奪し、津久井方面へ向かうなど藩と領民に衝撃を与える。 
1871年（明治4年）に荻野山中県が廃止された後に、陣屋跡の一部は民間に払い下げられた。残地は官地となったが、それも1932年（昭和7年）には払い下げられることになった（その際に、史跡を記念して「山中城址」碑が建立された）。なお、碑がたっている一角は長屋跡である。
厚木市は、1970年（昭和45年）に跡地を史跡に指定した。その後、発掘調査により、建物の位置などが確認された。跡地のうち3300平方メートルが「山中陣屋跡史跡公園」として整備され、1996年（平成8年）に開園となった。同公園は、地下の史跡を保護するために盛り土が行われ、地上の構造物は最小限にとどめられている。また、稲荷社や湧水が同位置に残されている。
なお、陣屋は焼き討ちにあったにもかかわらず、厚木市王子の曹洞宗福伝寺に陣屋裏門と伝わる山門が残る。ただし、1989年（平成元年）に大改修が行われており、屋根は銅板葺きである。

## アクセス
福伝寺
小田急電鉄小田原線本厚木駅下車、厚木バスセンター・本厚木駅より神奈中バス厚95系統王子行きにて王子入口バス停下車または、厚25系統緑ヶ丘行きで緑ヶ丘バス停下車徒歩約10分。
荻野山中陣屋
本厚木駅下車、厚木バスセンター・本厚木駅より神奈中バスにて厚01-07・10-12・89・94の各系統荻野新宿バス停下車。なお、厚01-06・12・94の各系統であれば桝割で下車する方が近い。
近隣には山中陣屋跡公園前バス停も存在するが、平日の通勤時間帯のみ運行される急行バス（厚13・101）しか停車しない。
座標: 北緯35度28分49.6秒 東経139度19分57.7秒 / 北緯35.480444度 東経139.332694度